# Leptasterias muelleri

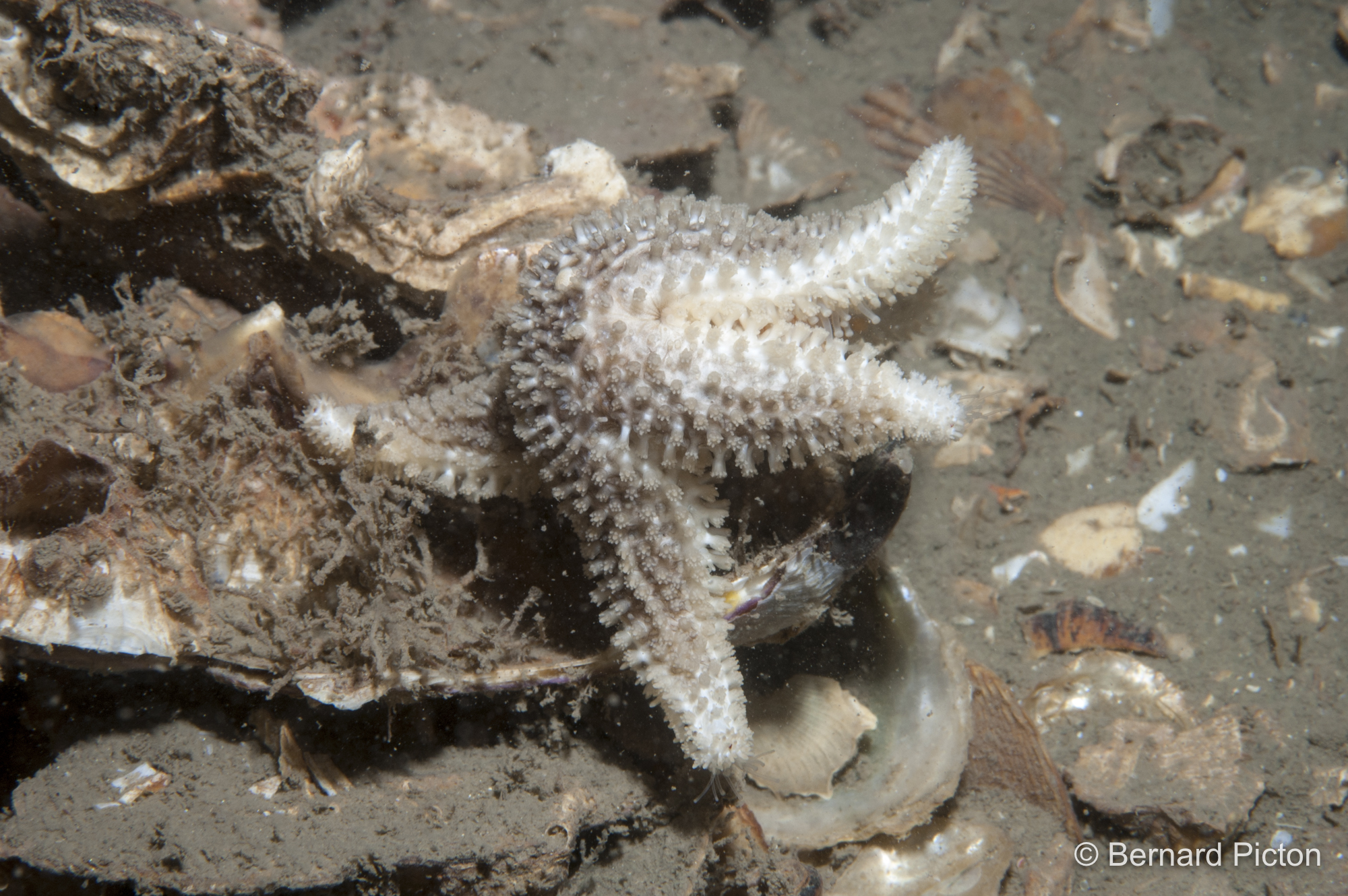
Một con Leptasterias muelleri

Leptasterias muelleri là tên của một loài sao biển nằm trong họ Asteriidae. Người ta phát hiện chúng sống ở vùng biển của Bắc Cực và Đại Tây Dương. Nó là loài săn mồi và là loài ăn xác chết. Trái với nhiều loài sao biển khác, nó nuôi con nhỏ của mình. Loài này được nhà sinh vật học người Na Uy tên là Michael Sars mô tả vào năm 1846.

## Mô tả
Kích thước của chúng nhỏ, đường kính chỉ 5 cm nhưng có khi đường kính của nó lên đến 20 cm. "Đĩa" trung tâm của nó nhỏ, 5 cánh, các bộ phận này phân biệt biệt rõ ràng. Bề mặt bên trên của nó thì thô nhám do có nhiều gai nhọn. Những cái gai này có nhiều cấu trúc gọi là chân kìm nhỏ (một cấu trúc giống như càng cua). Bề mặt bên dưới thì có 4 hàng chân ống. Màu của nó thì có màu tím nhạt, hồng hoặc là màu xanh lá với đầu cánh thì có màu nhạt. Những cá thể màu xanh có tảo cộng sinh trên mô, những cá thể này thường sống ở vùng nước nông.

## Môi trường sống và phân bố
Môi trường sống của Leptasterias muelleri rất rộng, ở toàn bộ vùng Bắc Băng Dương và phía bắc Đại Tây Dương. Phạm vi của nó cũng là ở khu vực từ vịnh Maine ở Greenland và Iceland đến biển Barents, Scandinavia, biển Bắc và những hòn đảo nhỏ của Anh. Nó sinh sống ở những vùng nước hơi xa bờ, tại đó, nó trú ẩn bên dưới những tảng đá tại độ sâu ít nhất là 200 mét.